# Шулайкин, Александр Михайлович
Александр Михайлович Шулайкин (1923 — 2010) — участник Великой Отечественной войны, полный кавалер Ордена Славы, командир орудия 172-го гвардейского стрелкового полка, гвардии старшина.

## Биография
Александр Михайлович Шулайкин родился 1 ноября 1923 года в селе Старый Аманак Похвистневского района Самарской области в семье крестьянина. До службы в армии окончил 4 класса, работал в колхозе. В РККА — с марта 1942 года. На фронте — с мая 1942 года.
Командир орудия 172-го гвардейского стрелкового полка (57-я гвардейская стрелковая дивизия, 8-я гвардейская армия) гвардии сержант А.М. Шулайкин 3 апреля 1944 года, в боях за опорный пункт противника у села Александровка (Березовский район Одесской области, Украина) уничтожил 3 огневые точки, автомашину и свыше 10 пехотинцев. 6 апреля 1944 года, у села Бурдовка (Раздельнянский район Одесской области), точным огнём из орудия рассеял вражеский обоз. 9 апреля 1944 года, у села  Долгинькое (32 км северо-западнее города Одесса), совместно с другими расчётами, вывел из строя свыше взвода живой силы противника. 10 апреля 1944 года, у села Дальник (Овидиопольский район Одесской области), подавил минометы противника на огневых позициях. 26 апреля 1944 года награждён Орденом Славы 3-й степени.
С 10 по 13 мая 1944 года, в боях на Заднестровском плацдарме, в районе села Войново (Страшенский район, Молдавия) А.М. Шулайкин, в ходе отражения многочисленных контратак противника, подбил 2 танка и уничтожил 5 огневые точек. 12 июня 1944 года награждён Орденом Славы 2-й степени.
1 августа 1944 года гвардии старший сержант А.М. Шулайкин, в числе первых преодолел реку Висла в районе населённого пункта Пшевуз (Польша), поразил вражескую огневую точку, автомашину и до 10 гитлеровцев. 2 августа 1944 года, на подступах к населённому пункту Магнушев (17—20 км юго-западнее города Гарволин, Польша), ведя меткий огонь, вывел из строя свыше отделения пехоты противника. 18 ноября 1944 года награждён Орденом Славы 1-й степени.
В октябре 1945 года гвардии старшина Шулайкин демобилизован. Вернулся на родину. Александр Михайлович Шулайкин работал в колхозе.
С 2004 года — почётный гражданин Похвистневского района Самарской области.
Александр Михайлович Шулайкин умер 15 мая 2010 года. Похоронен в селе Старый Аманак.

## Награды
- Орден Отечественной войны  I степени. Указ Президиума Верховного Совета СССР от 11 марта 1985 года.
- Орден Отечественной войны  II степени.Приказ командира 4 гвардейского стрелкового корпуса № 182/н от 15 мая 1945 года.
- Орден Славы I степени (№ 7). Указ Президиума Верховного Совета СССР от 18 ноября 1944 года.
- Орден Славы II степени (№ 2049). Приказ Военного совета 8 гвардейской армии № 236/н от 12 июня 1944 года.
- Орден Славы III степени (№ 44799). Приказ командира 57 гвардейской стрелковой дивизии № 053 от 26 апреля 1944 года.
- Медаль «За отвагу». Приказ командира 172 гвардейского стрелкового полка № 026/н от 18 октября 1943 года.
- Медаль «За отвагу».Приказ командира 172 гвардейского стрелкового полка № 027/н от 4 ноября 1943 года.
- Медаль «За боевые заслуги».Приказ командира 563 стрелкового полка № 01/н от 28 декабря 1942 года.
- Медаль «За победу над Германией в Великой Отечественной войне 1941—1945 гг.». Указ Президиума Верховного Совета СССР от 9 мая 1945 года.
- Медаль «За взятие Берлина».Указ Президиума Верховного Совета СССР от 9 июня 1945 года.
- Медали СССР.

## Память
Именем А.М. Шулайкина названа улица и школа в селе Старый Аманак Самарской области.